# Приют. Шёпот призраков
«Приют. Шёпот призраков» (кхмер. បណ្ដាសានាងរាត្រី) — камбоджийский детективный фильм ужасов режиссёров Леака Лиды и Дипа Селы по сценарию Молина Нуона и Вутха Оудома.
Мировая премьера картины состоялась 14 марта 2024 года. Он также был включён в программу «Страшные миры» 13-го Международного кинофестиваля в Камбодже. В России «Приют» вышел в прокат 12 сентября (Exponenta Film).

## Сюжет
1993 год. Новая воспитательница детского дома, прибывшая на место службы с младшей сестрой, подвергается атаке таинственных духов. Вскоре она узнаёт, что это дети, таинственно погибшие 10 лет назад. Само же здание приюта было проклятой тогдашней директрисой по имени Реатрея, обвинённой в гибели детей. Лишь докопавшись до истины и освободив души умерших, девушки смогут избавить от наложенного проклятия как себя, так и сам детдом.

## В ролях
- Дженна Нородом — Гечли
- Паинг Такхон — Паинг[7]
- Шин Юбин — Далина
- Тхаротх Сам — Писи
- Мони Реакса — Реатрея
- Бан Сахрах Пич Моника — Ника
- Нов Дана — Нита

## Восприятие
На родине в Камбодже фильм получил несколько фестивальных призов и стал рекордсменом национального проката, оказавшись самым кассовым камбоджийским хоррором в истории.
Критик издания Prestige Online отметил, что фильм представляет собой «леденящее кровь путешествие в мир камбоджийского фольклора». Малазийский журнал GirlStyle включил «Приют» в свой топ-10 лучших фильмов ужасов 2024 года.